# Mahadevapura, Channagiri
Mahadevapura là một làng thuộc tehsil Channagiri, huyện Davanagere, bang Karnataka, Ấn Độ.